# Joseph Mercer
Joseph Mercer, OBE més conegut com a Joe Mercer, (Ellesmere Port, 9 d'agost de 1914 - Liverpool, 9 d'agost de 1990) fou un futbolista i entrenador anglès dels anys 1930 i 1940.

## Trajectòria
El seu pare, Joe Mercer sènior, també havia estat futbolista a Nottingham Forest i Tranmere Rovers. Ingressà a l'Everton FC el setembre de 1932 amb 18 anys. Disputà 186 partits i marcà dos gols al club, i guanyà la lliga de la temporada 1938-39. Durant aquesta etapa disputà cinc partits amb la selecció anglesa de futbol entre 1938 i 1939. Durant la II Guerra Mundial ingressà a l'exèrcit i disputà diversos partits amistosos. El 1946 fou traspassat a l'Arsenal per £9.000 lliures. Al club de Londres guanyà la lliga les temporades 1947-48 i 1952-53, a més de la Copa el 1950. Es retirà a mitjan dècada de 1950, després de disputar 275 partits i marcar dos gols al club.
La seva carrera com a entrenador també fou brillant. El 18 d'agost de 1955 es convertí en entrenador del Sheffield United. El desembre de 1958 fitxà per l'Aston Villa on guanyà la primera edició de la Copa de la Lliga el 1961. Encara millor fou la seva etapa al Manchester City on, entre 1965 i 1971, guanyà una lliga (1967-68), una copa (1969) i una Recopa d'Europa (1970) com a títols més destacats. Posteriorment entrenà el Coventry City FC i la selecció anglesa (aquesta de manera temporal).
Mercer fou inclòs a l'English Football Hall of Fame el 4 de juliol de 2009. El 1998 fou escollit per la Football League a la llista de les 100 llegendes del futbol anglès.

## Palmarès
Com a jugador
Everton FC
- Lliga anglesa de futbol:
  - 1938-39
- Copa anglesa de futbol:
  - 1933
- Charity Shield:
  - 1932

Arsenal
- Lliga anglesa de futbol:
  - 1947-48, 1952-53
- Copa anglesa de futbol:
  - 1950
- Charity Shield:
  - 1948, 1953

Com a entrenador
Aston Villa
- Segona Divisió anglesa de futbol:
  - 1959-60
- Copa de la Lliga anglesa de futbol:
  - 1960-61

Manchester City
- Lliga anglesa de futbol:
  - 1967-68
- Segona Divisió anglesa de futbol:
  - 1965-66
- Copa anglesa de futbol:
  - 1969
- Copa de la Lliga anglesa de futbol:
  - 1969-70
- Charity Shield:
  - 1968
- Recopa d'Europa de futbol:
  - 1970

Anglaterra
- Campionat Britànic de futbol:
  - 1974 (compartit)

## Estadístiques com entrenador
| Equip            | Nac. | De            | A             | Record | Record | Record | Record | Record |
| PJ               | PG   | PE            | PP            | %      |        |        |        |        |
| ---------------- | ---- | ------------- | ------------- | ------ | ------ | ------ | ------ | ------ |
| Sheffield United |      | August 1955   | December 1958 | 156    | 64     | 35     | 57     | 41.0   |
| Aston Villa      |      | December 1958 | July 1964     | 282    | 120    | 63     | 99     | 42.6   |
| Manchester City  |      | July 1965     | June 1971     | 292    | 124    | 82     | 86     | 42.5   |
| Coventry City FC |      | June 1972     | May 1974      | 90     | 29     | 22     | 39     | 32.2   |
| Sel. Anglaterra  |      | 1974          | 1974          | 7      | 3      | 3      | 1      | 42.9   |